# Liar (Vanilla-Ninja-Lied)
Liar (englisch für „Lügner“) ist ein Lied der estnischen Pop-Rock-Girlgroup Vanilla Ninja, das im Mai 2004 erschien.

## Entstehung und Veröffentlichung
Geschrieben wurde das Lied gemeinsam von David Brandes (als John O’Flynn), Bernd Meinunger und Jane Tempest. Brandes zeichnete zudem auch für die Produktion verantwortlich.
Die Erstveröffentlichung von Liar erfolgte als Single am 24. Mai 2004 bei Bros Music. Diese erschien als 2-Track-CD-Single mit einer Akustikversion als B-Seite (Katalognummer: 674 999 3) sowie als CD-Maxi-Single, die um eine sogenannte „Extended Version“, das dazugehörige Musikvideo und das Lied Heartless erweitert wurde (Katalognummer: 474999 2). Am 7. Juni 2004 erschien das Lied als Teil von Vanilla Ninjas zweiten Studioalbum Traces of Sadness (Katalognummer: 517386 2), dessen dritte Singleauskopplung es ist.

## Musikvideo
Das dazugehörige Musikvideo entstand unter der Regie von Carsten Gutschmidt, Conchita Soares, Enrico Swienty und Bernard Wedig.

## Chartplatzierungen
| ChartsChartplatzierungen | Höchstplatzierung | Wochen |
| ------------------------ | ----------------- | ------ |
| Deutschland (GfK)        | 23 (9 Wo.)        | 9      |
| Österreich (Ö3)          | 22 (13 Wo.)       | 13     |
| Schweiz (IFPI)           | 43 (8 Wo.)        | 8      |